# Никольское городское поселение (Подпорожский район)
Нико́льское городское поселение — муниципальное образование в составе Подпорожского района Ленинградской области. Административный центр — посёлок Никольский. 
Главой поселения является Глушанов Антон Владимирович, главой администрации — Шилов Алексей Евгеньевич.

## Географические данные
- Расположение: северо-западная часть Подпорожского района.
  - Граничит:
    - на севере — с Важинским городским поселением
    - на востоке — с Подпорожским городским поселением
    - на юге и западе — с рекой Свирь

По территории поселения проходят автодороги:
- 41К-148 (Подпорожье — Граница с республикой Карелия)
- 41К-255 (подъезд к пос. Никольский)

Расстояние от административного центра поселения до районного центра — 15 км.
По территории поселения проходит участок Октябрьской железной дороги Санкт-Петербург — Мурманск, на котором расположена железнодорожная станция стыкования Свирь.

## История
Никольское городское поселение образовано 1 января 2006 года в соответствии с областным законом № 51-оз от 1 сентября 2004 года «Об установлении границ и наделении соответствующим статусом муниципального образования Подпорожский муниципальный район и муниципальных образований в его составе», в его состав вошёл пгт Никольский и посёлок при станции Свирь, подчинённый поселковой администрации.

## Население
| 2006  | 2010  | 2011  | 2012  | 2013  | 2014  | 2015  |
| ----- | ----- | ----- | ----- | ----- | ----- | ----- |
| 2900  | ↗3039 | ↘3029 | ↘3021 | ↘3008 | ↘2945 | ↘2886 |
| 2016  | 2017  | 2018  | 2019  | 2020  | 2021  | 2023  |
| ↘2857 | ↘2853 | ↘2816 | ↘2813 | ↘2779 | ↘2555 | ↘2506 |
| 2024  | 2025  |       |       |       |       |       |
| ↘2473 | ↘2445 |       |       |       |       |       |

## Состав городского поселения
| № | Населённый пункт | Тип населённого пункта                    | Население    |
| - | ---------------- | ----------------------------------------- | ------------ |
| 1 | Никольский       | городской посёлок, административный центр | ↘2400 (2025) |
| 2 | Свирь            | посёлок железнодорожной станции           | ↘45 (2025)   |

## Экономика
На территории поселения в посёлке Никольский расположена Свирская судостроительная верфь, предприятия лесной промышленности. К северу от посёлка находится крупная железнодорожная станция Свирь.